# Balmes chikuni
Balmes chikuni är en insektsart som beskrevs av Wang och Youhui Bao 2006. Balmes chikuni ingår i släktet Balmes och familjen Psychopsidae. Inga underarter finns listade i Catalogue of Life.